# Nanonemoura wahkeena
Nanonemoura wahkeena is een steenvlieg uit de familie beeksteenvliegen (Nemouridae). De wetenschappelijke naam van de soort is voor het eerst geldig gepubliceerd in 1954 door Jewett.